# Ex on the Beach: Double Dutch
Ex on the Beach: Double Dutch is de Nederlands-Vlaamse versie van de Britse realityserie Ex on the Beach. Het is een samenwerking van MTV Vlaanderen en MTV Nederland.

## Geschiedenis

### Seizoen 1 (2016)
Op 28 augustus 2016 ging het eerste seizoen van start. De acht originals van dit seizoen waren Ashley, Cherry, Gaga, Monja, Nick, Puru, Shady en Wayne. In dit seizoen was het vooraf bij de deelnemers niet bekend dat zij meededen aan Ex on the Beach: Double Dutch. Dit was overigens het enige seizoen waarbij dit niet bekend was bij de deelnemers.

### Seizoen 2 (2017)
Op 14 mei 2017 ging het tweede seizoen van start. De negen originals van dit seizoen waren Alisa, Bastiano, Hannah, Jeffrey, Mike, Shelby, Yoshi en de tweeling Esmee en Sharon. In dit seizoen weten de deelnemers waar ze aan toe zijn, maar er worden - ten opzichte van het vorige seizoen - meer exen losgelaten. MTV beloofde op die manier meer drama.

### Seizoen 3 (2018)
Op 6 mei 2018 ging het derde seizoen van start. De acht originals waren dit seizoen Channah, Alex, Jorden, Elodie, Jamecia, Nico, Roy en Lie. Het seizoen werd opgenomen in Thailand.

### Seizoen 4 (2018-2019)
Op 18 november 2018 ging het vierde seizoen van start. De acht originals waren dit seizoen Brody, Djessy, Elias, Robin, Lena, Stacy, Viktor en Diaz. Elke aflevering werd er ook een aflevering online gezet van "Meekijken met...", waarin Koen Kardashian meekeek bij een van de deelnemers en de aflevering besprak met familie en vrienden. Na het seizoen werd de webserie "Wat gebeurde er next?!" wekelijks online gezet, waarin de deelnemers en exen het seizoen nabeschouwden en onder andere deelden of relaties en vriendschappen behielden bleven.

### Seizoen 5: All Stars editie (2019)
Op 28 maart 2019 maakte MTV bekend dat er vanaf 19 mei een vijfde seizoen zou komen met oude bekenden uit de vier eerdere seizoenen. Iedere dinsdag werd er via een video, waarin Koen Kardashian op bezoek ging bij de nieuwe cast, bekendgemaakt wie er gingen deelnemen aan het nieuwe seizoen. De eersten werden op 2 april bekendgemaakt. De eerste twee waren oud deelnemer Wayne uit seizoen 1 en Harrie, die in seizoen 4 deelnam als ex. Op 9 april werd de tweeling Esmee en Sharon uit seizoen 2 daaraan toegevoegd. En op 16 april kwamen daar Yasmine als ex uit seizoen 4 en Roy als oud deelnemer uit seizoen 3 bij. Een week later, op 23 april, werden aan dit voorlopige lijstje Alisa uit seizoen 2 en Renan, een ex uit seizoen 4, aan toegevoegd. Als laatste werd op 30 april Lisa toegevoegd, die in seizoen 3 als ex van Alex te zien was. In de eerste aflevering werd bekend dat als tiende ex, Joshua werd toegevoegd.

### Seizoen 6 (2020)
Een zesde seizoen werd aangekondigd op 25 februari 2020 via de socialemediakanalen van MTV. De eerste aflevering werd uitgezonden op 5 april 2020. De acht originals waren dit seizoen Alessio, Ayla, Dante, Dennis, Julie, Levi, Lynn en Olivia. Het seizoen werd weer opgenomen in Thailand. Nieuw dit seizoen is de "extra power" die de tablet geeft aan een ex om een voordeel te halen in de villa. Een van de powers hield in dat deelnemers naar huis gestuurd konden worden tijdens de serie.

### Seizoen 7 (2021)
Op 4 maart 2021 werd het zevende seizoen, die op het Spaanse eiland Tenerife werd opgenomen, aangekondigd via de social media kanalen van MTV. De eerste aflevering werd uitgezonden op 11 april 2021. Deelnemers waren dit seizoen Danny, Dusty, Gloria, Jørney, Keanu, Lesley, Odim en Shani. Net als het vorige seizoen beschikken de exen over "extra power". Ook kunnen er extra singles zonder exen op het strand aanspoelen voor extra drama.

### Seizoen 8 (2022)
Op 14 april 2022 werd het achtste seizoen aangekondigd via de socialemediakanalen van MTV. Dit seizoen werd opgenomen op Gran Canaria en de eerste aflevering werd uitgezonden op 12 juni 2022. De acht originals waren dit seizoen Jennifer, João, Joyce, Luca, Lynn, Nick, Stevie en Tcheutche. Net als het vorige seizoen beschikken de exen over "extra power".

### Seizoen 9 (2023)
Op 28 maart 2023 werd het negende seizoen aangekondigd via de socialemediakanalen van MTV. Het werd net als vorig seizoen opgenomen in Gran Canaria en de eerste aflevering werd uitgezonden op 14 mei 2023. De acht originals in dit seizoen waren Dylan, Ellen, Giorgina, Janey, Joey, Jonna, Marc-Junior en Michelle. Net als het vorige seizoen beschikken de exen over "extra power".

### Seizoen 10: All Stars editie (2024)
Op 27 februari 2024 werd het tiende seizoen aangekondigd via de socialemediakanalen van MTV. Dit seizoen werd, net als het vijfde seizoen, een All Stars seizoen worden, waarbij in ieder geval de acht originals oude bekenden zijn uit eerdere seizoenen. Het seizoen werd opgenomen in Colombia en de eerste aflevering wordt uitgezonden op 7 april 2024. De acht originals van dit seizoen waren Elias uit seizoen vier en All Stars seizoen 5, Shirley uit seizoen zeven, Ayleen, Ivory, Luca uit seizoen acht en Maxim, Michelle en Yara-Nour uit seizoen negen. 

## Deelnemers
| Jaar      | Seizoen | Locatie  | Kandidaten (originals)                                             | Kandidaten (originals)                                              | Afleveringen |
| Jaar      | Seizoen | Locatie  | ♀                                                                  | ♂                                                                   | Afleveringen |
| --------- | ------- | -------- | ------------------------------------------------------------------ | ------------------------------------------------------------------- | ------------ |
| 2016      | 1       | Portugal | Ashley, Cherry, Gaga en Monja                                      | Nick, Puru, Shady en Wayne                                          | 8            |
| 2017      | 2       | Thailand | Alisa, Esmee, Sharon, Hannah en Shelby                             | Bastiano, Jeffrey, Mike en Yoshi                                    | 8 + special  |
| 2018      | 3       | Thailand | Channah, Elodie, Jamecia en Lie                                    | Alex, Jorden, Nico en Roy                                           | 10 + special |
| 2018-2019 | 4       | Curaçao  | Djessy, Lena, Stacy en Viktor                                      | Brody, Diaz, Elias en Robin                                         | 9 + special  |
| 2019      | 5       | Thailand | Alisa (S2), Esmee (S2), Sharon (S2), Lisa (exS3) en Yasmine (exS4) | Wayne (S1), Roy (S3), Harrie (exS4), Renan (exS4) en Joshua (EXtra) | 10 + special |
| 2020      | 6       | Thailand | Ayla, Julie, Lynn en Olivia                                        | Alessio, Dante, Dennis en Levi                                      | 9 + special  |
| 2021      | 7       | Spanje   | Gloria, Jørney, Lesley en Shani                                    | Danny, Dusty, Keanu en Odim                                         | 9 + special  |
| 2022      | 8       | Spanje   | Jennifer, Joyce, Lynn en Stevie                                    | João, Luca, Nick en Tcheutche                                       | 9 + special  |
| 2023      | 9       | Spanje   | Ellen, Giorgina, Janey en Michelle                                 | Dylan, Joey, Jonna en Marc Junior                                   | 9 + special  |
| 2024      | 10      | Colombia | Ayleen (exS8), Michelle (S9), Shirley (exS7), Yara-Nour (exS9)     | Elias (S4, S5), Ivory (exS8), Luca (S8), Maxim (exS9)               | 9 + special  |
| 2025      | 11      | Colombia | Chantal, Demi, Marianne, Shaniqua                                  | Dani, Jonna, Marc Junior (S9), Nick                                 |              |

## Spin-offs
De Nederlandse variant van het programma heeft ook diverse spin-offprogramma's.

### Meekijken met …
De eerste spin-off verscheen onder de naam Meekijken met ... en wordt pas sinds seizoen vier uitgezonden. Het programma wordt op de televisie uitgezonden na een nieuwe aflevering van Ex on the Beach: Double Dutch, een aantal dagen later verschijnt deze ook op de online kanalen van MTV. Vanaf het begin werd het gepresenteerd door Koen Kardashian, in 2020 werd hij vervangen door Famke Louise. Sinds 2021 heeft Koen Kardashian de presentatie weer op zich genomen. In de spin-off gaat de presentator elke aflevering langs bij een van de deelnemers van het seizoen dat op dat moment wordt uitgezonden. Samen met de deelnemer en zijn of haar vrienden of familie kijken en bespreken ze de net uitgezonden aflevering van Ex on the Beach: Double Dutch (in seizoen 6 keken Koen Kardashian en Famke Louise online mee in verband met het coronavirus). In 2021 kreeg het concept een toevoeging en keken alle acht originals, samen met Kardashian, naar de allereerste aflevering. Vanaf de tweede aflevering gaat Koen Kardashian samen met elke original en hun familie en vrienden apart de aflevering bekijken. Sinds 2022 werd de presentatie overgenomen door Channah Koerten, die zelf deelnemer was in het derde seizoen van Ex on the Beach: Double Dutch.

### Wat gebeurde er next?!
De twee spin-off verscheen onder de naam Wat gebeurde er next?! en wordt sinds het vierde seizoen van Ex on the Beach: Double Dutch uitgezonden nadat het seizoen afgelopen is. In deze spin-off wordt er teruggekeken op het seizoen met de deelnemers en wat er met hun gebeurde na het seizoen qua social media, relaties en ervaringen. De afleveringen komen in delen steeds online op de online kanalen van MTV. Sinds 2020 is het format van het programma deels aangepast en werd presentatrice Famke Louise aan het programma toegevoegd, die per aflevering twee kandidaten interviewde over verschillende onderwerpen die na het programma zijn gebeurd.

### Inpakken met …
De derde spin-off verscheen onder de naam Inpakken met ... en werd alleen tijdens het vijfde seizoen uitgezonden. Het programma werd gepresenteerd door Koen Kardashian. Hij ging elke aflevering bij een andere deelnemer langs, om diegene te helpen met het inpakken van zijn of haar koffer. Tijdens het tiende seizoen, de tweede All Star editie, keerde dit onderdeel terug op het Youtube-kanaal van MTV Nederland.

### Back on the Beach
De vierde spin-off verscheen onder de naam Back on the Beach en werd twee weken voor aanvang van seizoen 9 uitgezonden. Het programma werd gepresenteerd door Janice Blok. In het programma blikt ze samen met oud-deelnemers van Ex on the Beach: Double Dutch terug op hun deelname en wat voor impact het heeft gehad op diens levens.

### Who's NeXt?
De vijfde spin-off verscheen onder de naam Who's NeXt? en werd zes weken voor aanvang van seizoen 11 uitgezonden. Het programma werd gepresenteerd door oud-kandidaten Lesley en Shirley en een wisselende mannelijke ex-kandidaat. De drie vormden een jury, die in het programma op zoek gaan naar mogelijke nieuwe kandidaten. Hiervoor moeten de kandidaten meerdere rondes doorstaan, waaronder een vragenronde, een rollenspel enz.